# Радд, Чарльз Данелл
Чарльз Данелл Радд (англ. Charles Dunell Rudd; 22 октября 1844, Норфолк — 15 ноября 1916, Лондон) — британский бизнесмен.

## Биография
Чарльз Радд родился в 1844 году в деревне Ханворт графства Норфолк. В 1863 году он поступил в кембриджский Тринити-колледж. Не закончив его, он в 1865 году отбыл в Южную Африку, где занимался различным бизнесом. В 1872 году он начал вместе с Сесилем Родсом вести дела в Кимберли, поставляя оборудование для алмазодобытчиков. После того, как в 1873 году Родс отбыл на учёбу в Англию, и до его возвращения в 1881 году, Радд представлял в Кимберли его интересы. В 1888 году Радд, бывший к тому времени уже очень богатым человеком, вместе с Родсом и рядом других компаньонов основали компанию De Beers, в которой он стал одним из директоров.
В 1886 году началась Витватерсрандская золотая лихорадка. Чарльз Радд, его брат Томас и Сесиль Родс в начале 1887 года зарегистрировали компанию Gold Fields. В следующем году Радд сумел получить концессию Лобенгулы (короля народа ндебеле), позволившую осваивать земли к северу от реки Лимпопо.
В 1902 году Радд ушёл в отставку с поста директора «Gold Fields» и переехал в Шотландию, где приобрёл Арднамурхан. Скончался в 1916 году в Лондоне в результате неудачной операции простаты.

## Семья и дети
Первая жена Радда скончалась в 1896 году от гриппа или туберкулёза. В 1896 году он женился на Корри Марии Уоллес, дочери своего делового партнёра, которая была на 30 лет моложе его. У них родились две дочери и сын. Внук Чарльза Радда — Бевил Радд — на Олимпийских играх 1920 года стал чемпионом в беге на 400 м.